# Лагард-Марк-ла-Тур
Лагард-Марк-ла-Тур (фр. Lagarde-Marc-la-Tour) — муніципалітет у Франції, у регіоні Нова Аквітанія, департамент Коррез. Лагард-Марк-ла-Тур утворено 1 січня 2019 року шляхом злиття муніципалітетів Лагард-Анваль i Марк-ла-Тур. Адміністративним центром муніципалітету є Лагард-Анваль. Населення — 946 осіб (01.01.2021).